# Barcs (plaats)
Barcs (Duits: Bartsch)  is een plaats en gemeente in het Hongaarse comitaat Somogy. Barcs telt 11.173 inwoners (2013) en heeft sinds 1979 de status van stad (város).
Barcs ligt op de linkeroever van de Dráva, die hier de grens met Kroatië vormt. 
Barcs onderhoudt jumelages met Sinsheim (Duitsland, sinds 1989), Odorheiu Secuiesc (Roemenië), Virovitica (Kroatië), Želiezovce (Slowakije) en Knittelfeld (Oostenrijk).